# جوزيب باريتش
جوزيب باريتش (بالهولندية: Josip Baric)‏ هو لاعب كرة قدم هولندي في مركز الوسط، ولد في 2 يوليو 1994 في سبليت في كرواتيا. لعب مع نادي إيمن.

## وصلات خارجية
- جوزيب باريتش على موقع قاعدة بيانات كرة القدم.إي يو (الإنجليزية)
- جوزيب باريتش على موقع عالم كرة القدم.نت (الإنجليزية)